# ليرخون (مازو)
ليرخون (بالفارسية: لیرخون) هي قرية تقع في قسم مازو الريفي، بمقاطعة أنديمشك التابعة لمحافظة خوزستان، إيران. يقدر عدد سكانها بـ 22 نسمة حسب الإحصاء السكاني الذي تمّ في عام 2006.